# Angelo Dalbon
Angelo Dalbon (* 1787 in Verona; † 22. Dezember 1847 in Augsburg) war ein deutscher Kupferstecher. Er stach zahlreiche Porträts und Buchillustrationen sowie zeitgeschichtliche Szenen und Landschaften. Gelegentlich signierte er unter dem Namen August Dalbon.

## Leben und Wirken

Die Umstellung des Konvents vom 31. Mai bis 2. Juni 1793, Radierung von August Dalbon nach Jacques François Joseph Swebach-Desfontaines. Das Blatt entstand 1816, mehr als 20 Jahre nach dem gezeigten Ereignis.

Über Dalbons Lebensweg ist wenig bekannt. Er war katholischer Konfession. Sein Name und der Geburtsort Verona legen eine italienische Herkunft nahe. Seine künstlerische Karriere fand jedoch in Augsburg und Nürnberg statt. Im Jahr 1809 war der Kupferstecher bereits in Augsburg zu finden: Die dortige Obrigkeit beschlagnahmte die Druckplatte eines von Dalbon gestochenen Porträts Andreas Hofers. Ende der 1820er Jahre übersiedelte er nach Nürnberg, wo er bis mindestens 1835 weiter tätig war. 1847 verstarb Dalbon im Augsburger Krankenhaus.
Dalbon arbeitete in der Regel nach Vorlagen anderer Künstler, die er in Kupfer- oder Stahlstich übersetzte. Dabei war er gut vernetzt und vielseitig, galt aber Zeitgenossen eher als Gebrauchsgrafiker. Er schuf zahlreiche Titelkupfer und Buchillustrationen für verschiedene Verlage in seinen Wirkungsstädten. Unter seinen Vorlagengebern auf diesem Gebiet sind Johann Michael Voltz und Peter Carl Geissler bekannte Namen. Auch zeitgeschichtliche Darstellungen und Porträts fanden durch Dalbons Stiche Verbreitung. Sie geben Einblick in die Epoche von der Französischen Revolution bis zur Restauration in Europa.

## Werke (Auswahl)
- Porträt-Vignetten zu Handbuch für Künstler und Freunde der Kunst (Johann Josef von Huber), Augsburg und Leipzig, Jenisch & Stage, 1814.
- Porträt Karl Philipp von Wrede, nach Caspar Klotz, um 1815.
- Porträt Klemens Wenzeslaus von Sachsen, nach Anton Graff, um 1820. Bavaricon.
- Titelkupfer zur Reihe Original-Theater (verschiedene Autoren), nach Johann Michael Voltz. Augsburg und Leipzig, Jenisch & Stage, ab 1822.
- Titelkupfer zu Rosa von Tannenburg (Christoph von Schmid), nach Johann Michael Voltz. Augsburg, Veith & Rieger, 1823.
- Titelkupfer zu: Bunte Blätter aus der historischen Welt (S. Baur), nach [Peter] Carl Geißler, Nürnberg, Zeh, 1829.
- Stahlstiche zu Die Weltgeschichte für Kinder (Georg Ludwig Jerrer / Johann Heinrich Meynier), mit Heideloff (ohne Angabe des Vornamens), Nürnberg, Campe, 1833.